# Peter Oppegard
Peter Oppegard, né le 23 août 1959 à Knoxville dans le Tennessee, est un patineur artistique américain. Il est notamment médaillé de bronze aux Jeux olympiques d'hiver de 1988 en couple avec sa partenaire Jill Watson.

## Biographie

### Carrière sportive
Peter Oppegard commence sa carrière avec Vicki Heasley mais patine avec Jill Watson dès 1985. Ensemble, ils prennent des médailles de bronze aux Championnats du monde 1987 et aux Jeux olympiques d'hiver de 1988 ainsi que trois titres nationaux.

### Reconversion
Après sa carrière amateur, Peter Oppegard est patineur professionnel puis entraîneur.

## Palmarès
Avec sa partenaire Jill Watson
| Compétitions principales    | 1985    | 1986    | 1987    | 1988    |  |  |  |  |  |  |  |  |  |  |
| Jeux olympiques d'hiver     |         |         |         | 3e      |  |  |  |  |  |  |  |  |  |  |
| Championnats du monde       | 4e      | 6e      | 3e      | 6e      |  |  |  |  |  |  |  |  |  |  |
| Championnats des États-Unis | 1er     | 2e      | 1er     | 1er     |  |  |  |  |  |  |  |  |  |  |
|                             |         |         |         |         |  |  |  |  |  |  |  |  |  |  |
| Autres Compétitions         | 1984/85 | 1985/86 | 1986/87 | 1987/88 |  |  |  |  |  |  |  |  |  |  |
| Skate America               |         | 1er     |         |         |  |  |  |  |  |  |  |  |  |  |
| Coupe d'Allemagne           |         |         |         | 1er     |  |  |  |  |  |  |  |  |  |  |
| Trophée NHK                 |         |         | 2e      |         |  |  |  |  |  |  |  |  |  |  |
|                             |         |         |         |         |  |  |  |  |  |  |  |  |  |  |